# Alva (Flórida)
Alva é uma Região censo-designada localizada no estado americano de Flórida, no Condado de Lee.

## Demografia
Segundo o censo americano de 2000, a sua população era de 2182 habitantes.

## Geografia
De acordo com o United States Census Bureau tem uma área de
48,7 km², dos quais 46,5 km² cobertos por terra e 2,2 km² cobertos por água.

## Localidades na vizinhança
O diagrama seguinte representa as localidades num raio de 24 km ao redor de Alva.